# Адильханова, Алина Муратовна
Алина Муратовна Адильханова (Каз. Әлина Мұратовна Әділхан қызы, род. 26 сентября 2001, Караганда) — казахстанская художественная гимнастка. Абсолютная чемпионка Азиатских игр 2018. Девятикратная чемпионка Азии (2016, 2017, 2018, 2021), двукратная бронзовая и двукратная серебряная призёрка чемпионатов Азии (2016, 2017, 2018, 2021), чемпионка Азии в командном и личном многоборье (2018). Участница Олимпийских Игр в Токио (2020).
Завершила спортивную карьеру 9 декабря 2021 года.

## Биография
Алина Адильханова родилась 26 сентября 2001 в Караганде.
Пришла на гимнастику в 4 года.В 10 лет уже состояла в сборной республики Казахстан. Воспитанница школы художественной гимнастики Караганды, тренер — Людмила Ивановна Макарова.Тренируется под руководством Алии Юсуповой. В июне 2021 года на чемпионате Азии выиграла квоту для Казахстана на Олимпийских играх 2021 в Токио.

## Награды и достижения
- Четырёхкратная чемпионка Азии (2017, 2018), двукратная бронзовая и двукратная серебряная призёрка чемпионатов Азии (2017, 2018 годы), чемпионка Азии в командном многоборье (2018 год). Мастер спорта РК. Мастер спорта международного класса.[2]
- Чемпионат Казахстана 2015 в отдельных видах среди юниров — золото (скакалка, обруч, мяч, булавы).
- Чемпионат Казахстана 2018 — золото (многоборье), золото (обруч, мяч, булавы), серебро (лента).
- Чемпионат Казахстана 2019 — золото (многоборье).
- Чемпионат Азии среди юниоров 2016 — серебро (многоборье, скакалка, булавы), золото (команда, обруч, мяч).
- Чемпионат Азии 2017 — золото (команда), бронза (обруч).
- Азиатские игры 2018 — золото (команда), золото (многоборье).
- МСИ «Дети Азии» 2016 — серебро (мяч), бронза (булавы).
- МТ Гвадалахара 2016 среди юниоров — серебро (обруч).
- МТ «Miss Valentine» 2017 — бронза (мяч, лента).[3]
- МТ «Кубок Афродиты» 2017 — бронза (булавы). МТ «Балтийский обруч» 2018 — серебро (лента).[4]
- Чемпионат Азии 2021 - золото (многоборье).